# Instituto do Desporto e Juventude
O Instituto Português do Desporto e Juventude é um organismo pertencente ao estado português.  O instituto teve origem na fusão do Instituto Português da Juventude e do Instituto do Desporto de Portugal realizada pelo XIX Governo Constitucional de Portugal.
Em 2012-01-11 foram aprovados os estatutos do instituto.